# Spinning Jenny

Spinning Jenny

Spinning Jenny (ang. przędąca Jenny/Joasia) - mechaniczna przędzarka skonstruowana w roku 1765 przez Jamesa Hargreavesa. 
W roku 1767 Richard Arkwright udoskonalił jej mechanizm.
Wynalazek ten zrewolucjonizował przemysł włókienniczy w Wielkiej Brytanii. Pozwoliła zaspokoić rosnące zapotrzebowanie na przędzę w XVIII wieku w dobie gwałtownego rozwoju demograficznego.